# Thành Đa Bang
Thành Đa Bang là một khu thành cổ được xây dựng dưới triều đại nhà Hồ vào năm 1406, tại xã Cổ Pháp tổng Thanh Mai huyện Tiên Phong phủ Quảng Oai tỉnh Sơn Tây cũ (nay là khoảng địa bàn các xã Phú Đông, Phong Vân và Vạn Thắng thuộc huyện Ba Vì, Hà Nội). Đây được xem là tuyến phòng thủ trọng yếu của nhà Hồ trong cuộc chiến tranh Minh-Đại Ngu, tuy nhiên trong trận chiến thành Đa Bang, tuyến phòng thủ này bị tan vỡ, dẫn đến thất bại của nhà Hồ. Sau trận Đa Bang, quân nhà Hồ rơi vào thế bị động và chỉ một thời gian ngắn sau, Đại Ngu rơi vào cảnh Bắc thuộc lần 4.
Đầu thế kỷ 19, tổng Thanh Mai huyện Tiên Phong phủ Quảng Oai trấn Sơn Tây gồm các làng xãː Thanh Mai (Kẻ Mơ), Trạch Mi, Trạch Mi Trù, Cổ Pháp (Kẻ Pháp), Tuấn Xuyên, Vân Hội (Kẻ Đối). Đến đầu thế kỷ 20, theo Ngô Vi Liễn, tổng Thanh Mai phủ Quảng Oai tỉnh Sơn Tây gồm các xãː Cổ Pháp, Hậu Trạch (tức Trạch Mi), Mai Trại (tức Thanh Mai), Nhuận Trạch (tức Trạch Mi Trù), La Xuyên, Tuấn Xuyên, Vân Hội, Quang Ngọc. Ngày nay, các làng Cổ Pháp (nay đổi là Tân Phong), Tuấn Xuyên, Vân Hội (Phong Vân, Ba Vì), nằm ở phần phía tây tổng Thanh Mai xưa, hiện thuộc xã Phú Đông, Ba Vì và xã Phong Vân. Còn các làng Hậu Trạch, Mai Trại, Nhuận Trạch, La Xuyên nay thuộc xã Vạn Thắng, Ba Vì.

## Cấu tạo và mục đích
Nhận thấy đây là nơi hiểm yếu nhất khi xảy ra chiến sự, Thượng hoàng Hồ Quý Ly và con là vua Hồ Hán Thương cho xây dựng thành Đa Bang để làm nơi phòng thủ trọng yếu trong cuộc kháng chiến chống nhà Minh sang xâm chiếm nước Đại Ngu vào cuối năm 1406. Người cho đắp chiến lũy này là Thượng hoàng Hồ Quý Ly. Đây là hệ thống phòng thủ dài 400 km kéo dài từ núi Tản Viên, men theo sông Đà, sông Hồng, sông Luộc và sông Thái Bình, là vị trí chiến lược quan trọng nhất trong toàn bộ hệ thống phòng thủ khi ấy của Đại Ngu. Kết hợp với thành Đa Bang là hệ thống chướng ngại vật như dây xích, cọc gỗ cùng với các đồn quân ở các cửa sông, cửa nguồn, quan ải,... Việc xây dựng chúng nhằm ngăn trục đường thủy, đường bộ mà Hồ Quý Ly dự đoán quân Minh sẽ đánh vào để chiếm lấy đất Đông Đô.

## Trận chiến tại thành Đa Bang
Năm 1406, nhà Hồ sai Hoàng Hối Khanh đốc suất dân phu đắp thành Đa Bang (huyện Ba Vì, tỉnh Hà Tây cũ), sai quân vệ Đông Đô đóng cọc chặn cửa sông Bạch Hạc (ngã ba sông Hồng chảy qua thành phố Việt Trì ngày nay) để chống thủy quân giặc từ Tuyên Quang xuống. Đến tháng 7 năm 1406, Hồ Hán Thương ra lệnh cho các lộ đóng cọc gỗ ở bờ phía nam sông Cái, từ thành Đa Bang đến Lỗ Giang và từ Lạng Châu đến Trú Giang để làm kế phòng thủ. Đến tháng 9 cùng năm, quân Minh kéo sang xâm lược Đại Việt.
Hai tướng nhà Minh là Trương Phụ và Mộc Thạnh nhận thấy các bãi sông đều có rào cọc chắn không tiến được, hơn nữa lại biết nhà Hồ chỉ trông vào thành Đa Bang để phòng thủ, nên tập trung tấn công thành này làm bước quyết định cục diện mặt trận
Sáng ngày 12 tháng 12 (âm lịch) năm 1406, Trương Phụ và Hoàng Trung, Thái Phúc đánh góc tây bắc, Mộc Thạnh và Trần Tuấn đánh mặt đông nam. Cánh Mộc Thạnh dùng thang mây đánh lên mặt thành, quân bị giết xác chất cao nhưng vẫn không ngừng tấn công. Tướng nhà Hồ là Nguyễn Tông Đỗ, chỉ huy quân Thiên Trường đào thành cho voi ra. Biết voi sợ sư tử, quân Minh vẽ hình sư tử trùm lên đầu ngựa và bắn tên lửa khiến voi sợ phải thụt lui vào trong. Quân Minh đuổi theo hút vào trong thành, quân nhà Hồ thua to, các tướng nhà Hồ là Lương Dân Hiến và Thái Bá Nhạc tử trận. Tháng 1 năm 1407, thành bị hạ, quân Minh đánh chiếm được thành Đa Bang cùng 12 voi chiến và vô số binh khí. Việc chiếm thành Đa Bang bộc lộ vai trò quan trọng của súng ống và chênh lệch về hỏa lực của quân Minh. Quân nhà Hồ ở dọc sông tan vỡ, lui về giữ Hoàng Giang. Ngay sau đó, quân Minh tràn vào chiếm Đông Đô (thành Thăng Long).
Sau trận Đa Bang, quân nhà Hồ còn cố cầm cự thêm một thời gian nữa cho đến khi thất bại hoàn toàn vào tháng 6 năm 1407.